# Karl Niedrist

Karl Niedrist

Karl Niedrist (* 1. Juni 1863 in Münster, Tirol; † 9. November 1926 ebenda) war ein österreichischer Politiker der Christlichsozialen Partei (CSP).

## Ausbildung und Beruf
Karl Niedrist, der in Münster die Volksschule besucht hatte, bewirtschaftete in seiner Heimatgemeinde ein Bauerngut. Er war viele Jahre Gemeindevorsteher von Münster, Obmann der Raiffeisenkasse und der Obst- und Viehzüchtervereinigung des Unterinntales, sowie Ehrenmitglied mehrerer Freiwilliger Feuerwehren und Schützengesellschaften. 1903 wurde er als christlichsozialer Abgeordneter in den österreichischen Reichsrat gewählt, dem er bis zu seiner Auflösung im Jahr 1918 angehörte.
1904 hielt er eine vielbeachtete Rede am Sterzinger Bauerntag und wurde im selben Jahr in den Vorstand des Tiroler Bauernbundes gewählt, dessen Mitbegründer er war.
In der X. (1908–1914) und XI. Wahlperiode (1914–1918) übernahm er als Abgeordneter der Region Rattenberg, Kufstein, Fügen und Zell die Aufgabe, die Interessen der Bauern im Tiroler Landtag zu vertreten. 1918 wurde er wieder in die gesetzgebende Landesversammlung berufen, im eigentlichen Landtag war er aber nicht mehr vertreten.
Als Abgeordneter fiel Niedrist besonders durch seine kernigen, mit drastischen Tiroler Redensarten gemischten Reden auf. 1915 musste er seinen Einsatz für die durch Lebensmittellieferungen und Naturalleistungen für das Militär beschwerten Bauern mit einer längeren Verbannung aus Tirol büßen, der er über Anordnung des Landesverteidigungskommandos unterworfen wurde. Erst Landeshauptmann Kathrein konnte ein halbes Jahr später die Aufhebung dieser rechtlich nicht gedeckten Maßnahme erwirken.
Nach dem Krieg gehörte Niedrist sowohl der konstituierenden Nationalversammlung, als auch dem Nationalrat an. Wegen der Vielzahl von Ämtern, die er innehatte – 1911 war er Gemeindevorsteher, Landtags- und Reichsratsabgeordneter und Vorstandsmitglied im Tiroler Bauernbund – sah er sich wiederholt mit den Vorwurf konfrontiert, dass er seine Stellung ausnütze, um auf kommunaler Ebene abzuhandelnde Angelegenheiten, in eine ihm genehme Richtung zu lenken.
Niedrist starb nach einem Darmriss, den er sich bei einem Sturz mit dem Fahrrad zugezogen hatte, an einer eitrigen Bauchfellentzündung. Sein Begräbnis gestaltete sich zu einem Staatsakt, dem neben einer großen Zahl von Weggefährten auch Landeshauptmann Franz Stumpf, Bundeskanzler Ignaz Seipel und der Präsident des Nationalrates, Wilhelm Miklas beiwohnten.

## Politische Funktionen
- 1907–1918: Abgeordneter des Abgeordnetenhauses im Reichsrat (XI. und XII. Legislaturperiode), Wahlbezirk Tirol 9, Christlichsoziale Vereinigung deutscher Abgeordneten
- Bürgermeister von Münster
- Abgeordneter zum Tiroler Landtag (Gefürstete Grafschaft, X. und XI. Wahlperiode)

## Politische Mandate
- 21. Oktober 1918 bis 16. Februar 1919: Mitglied der Provisorischen Nationalversammlung, CSP
- 22. Juli 1919 bis 9. November 1920: Mitglied der Konstituierenden Nationalversammlung, CSP
- 10. November 1920 bis zu seinem Tod am 9. November 1926: Mitglied des Nationalrates (I. und II. Gesetzgebungsperiode), CSP